# Laurbærkrans
En laurbærkrans er en hovedprydelse, der er flettet af laurbærgrene.
Traditionen stammer fra oldtidens Grækenland hvor guden Apollon vises med en sådan krans på hovedet, ligesom sejrherrerne i de pythiske sportskampe (lege) i Delfi ligeledes blev tildelt laurbærkranse som et sejrstrofæ.
I kejsertidens Rom blev laurbærkranse båret af kejsere og de blev løbende tildelt en bred variation af triumfatorer.
Senere har traditionen bredt sig til kultur og videnskab, hvor digtere, kunstnere og videnskabsmænd også tildeles laurbærkranse som et tegn på at de har ydet en ekstraordinær præstation.
Både kongekronen og kejserkronen er en videreudvikling af laurbærkransen som magt-, leder- eller triumfaktortrofæ.